# غریبانه (فیلم)
غریبانه فیلمی ایرانی به کارگردانی احمد امینی و محصول سال ۱۳۷۶ است.

## خلاصه داستان
«بزرگ» با امانت گرفتن اتومبیلی از یک نمایشگاه که شوهرخواهرش یوسف در آن جا مشغول به کار است، بر اثر تصادف حدود ده میلیون تومان به اتومبیل خسارت وارد می‌آورد. اتومبیل به دختری به نام بهرخ تعلق دارد و یوسف با گرو گذاشتن دو فقره چک به مبلغ چهارده میلیون تومان نزد مدیر نمایشگاه و بهرخ باعث فروکش کردن اعتراضها می‌شود. بهرخ در صدد سفر به خارج از کشور و عیادت از مادر بیمارش است و یوسف از بزرگ می‌خواهد که چک‌ها را از بهرخ پس بگیرد. بهرخ برای گرفتن ویزا به بزرگ پیشنهاد می‌دهد که با ازدواج صوری به او کمک کند که ویزای سفرش را دریافت کند و در عوض با رضایت چک‌ها را به او بازخواهد گرداند. پس از انجام مراسم ازدواج در محضر حمید، برادر بهرخ از واگذار کردن سهم ملکی که آن دو وارث آن هستند خودداری می‌کند. در چنین وضعی بهرخ از آزمایش خونی که بزرگ موقع ازدواج داده در می‌یابد که او به سرطان خون مبتلا است. بزرگ پس از اطلاع از موضوع در مسافرخانه ای پنهان می‌شود و بهرخ با سپردن چک‌ها به منیر، خواهر بزرگ، به مسافرخانه می‌رود و تا لحظه مرگ بالای سر او می‌ماند.

## بازیگران
| بازیگر            | نقش       |
| ابوالفضل پورعرب   | بزرگ      |
| هدیه تهرانی       | بهرخ      |
| محمدرضا داوودنژاد | یوسف      |
| نادیا گلچین       | منیر      |
| میترا حجار        | پروین     |
| تورج زاهدی        | دکتر حشمت |